# 布拉辰山

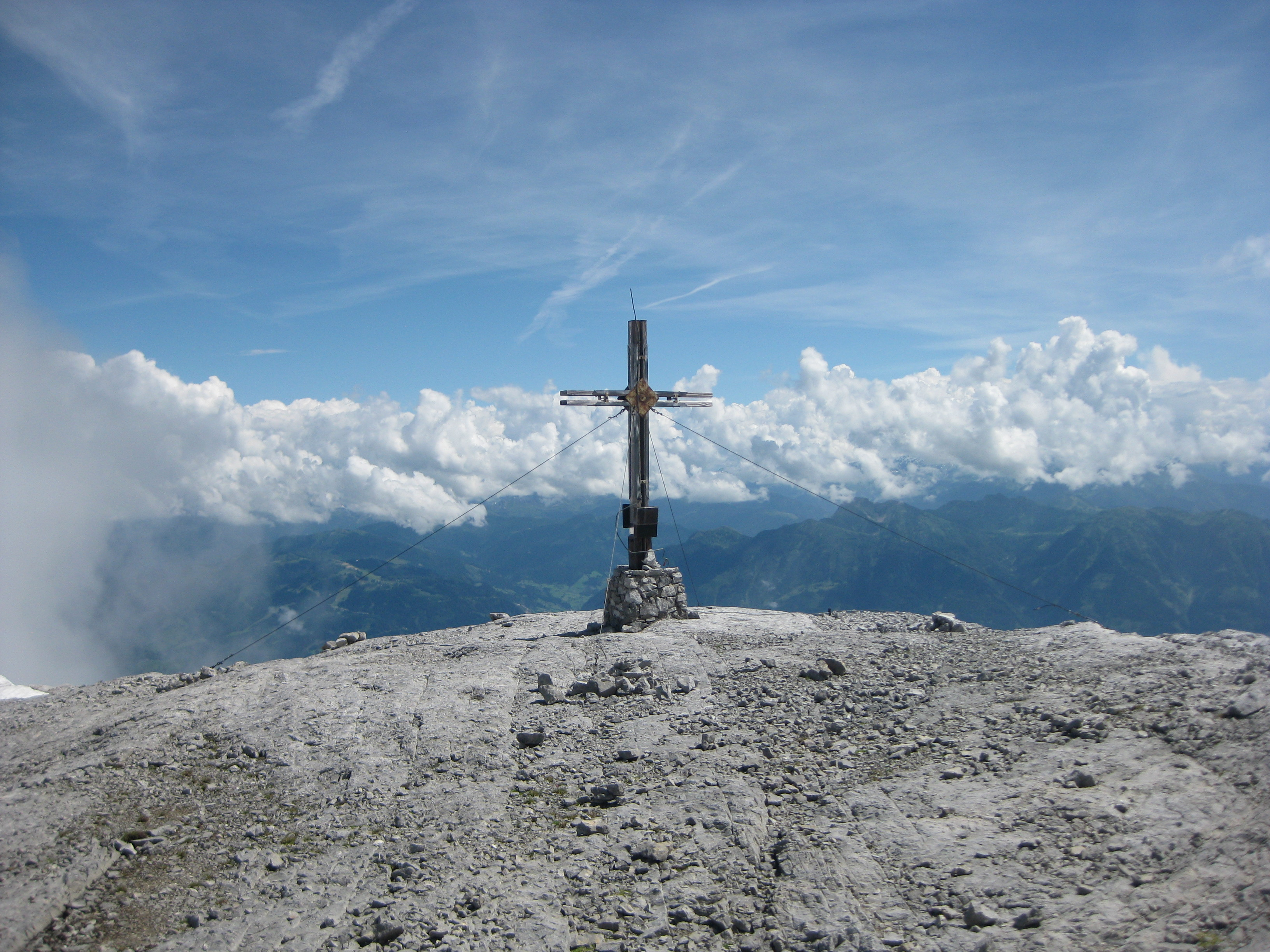

47°25′09″N 13°04′46″E / 47.419146°N 13.079438°E
布拉辰山（德語：Bratschenköpfe），是奧地利的山峰，位於該國中部，由薩爾茨堡州負責管轄，屬於貝希特斯加登阿爾卑斯山脈的一部分，距離上柯尼希山1公里，海拔高度2,857米，人類在1888年10月3日首次登頂。